# Ilustre Colegio Oficial de Geólogos
El Ilustre Colegio Oficial de Geólogos (ICOG) es una corporación de carácter oficial, fundada en  España en 1978 por la Ley 73/1978 de 26 de diciembre. Tiene la sede principal en Madrid, con delegaciones en Asturias, Aragón, Cataluña y País Vasco. Agrupa a los geólogos e ingenieros geólogos que ejercen como geólogos en España, pues, además del título de licenciado o graduado en Ciencias Geológicas o Ingeniería Geológica, la colegiación es obligatoria para el ejercicio de la profesión de geólogo en España.

## Fines y funciones
Entre sus principales fines y funciones, marcados por sus estatutos, están los de la defensa de los intereses profesionales de los geólogos, la observancia de los principios deontológicos, evitar el intrusismo, elaborar informes o colaborar con las distintas administraciones del estado, así como facilitar peritos para su intervención en asuntos judiciales, entre otros muchos.

## Órganos de gobierno
La gestión del Colegio se realiza por la Junta de Gobierno, constituida por un presidente, dos
vicepresidentes, un tesorero, un secretario, un vicesecretario y de cinco a diez vocales.

## Servicios

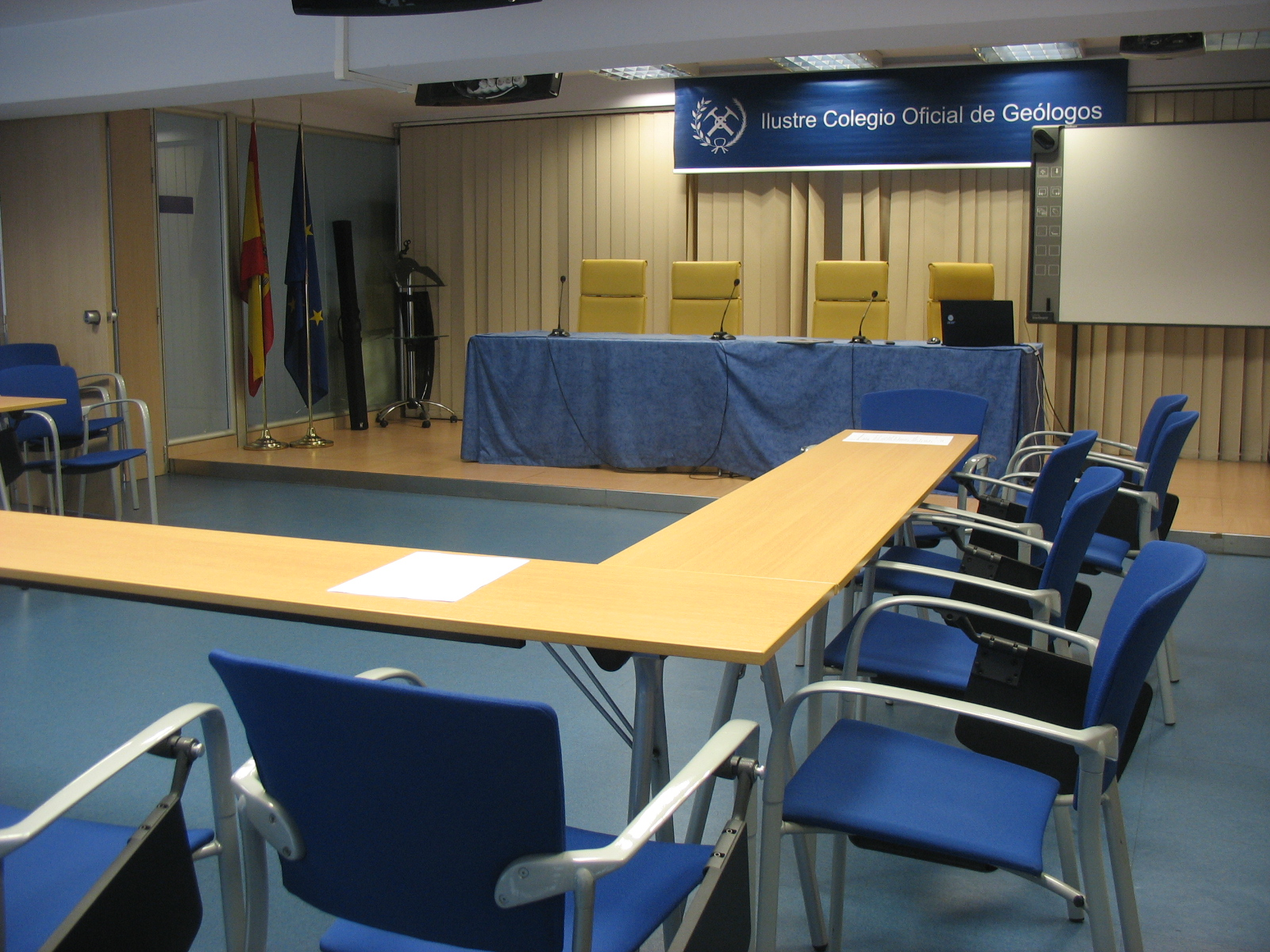
Sala de conferencias en la sede del ICOG.

Además de los propios de un colegio profesional, como colegiación, visado de proyectos o asesoría jurídica a los colegiados, el Colegio también organiza:
- Escuela de Geología Profesional.[3]
- Tertulias de los Geoforos, con más de cien tertulias realizadas desde 1994 hasta 2015.[4]
- Espacio de coworking, con capacidad para 6 puestos de trabajo y 1 despacho, sala de runiones y sala de conferencias.[5]

## Publicaciones
Revistas
El Colegio edita la revista semestral Tierra y Tecnología (ISSN 1131-5016), con artículos científicos y noticias profesionales. Asimismo editó la revista El Geólogo, con información para los colegiados, que dejó de publicarse con la irrupción de las nuevas tecnologías.
Libros
Libros y monografías de temática geológica, entre los que destacan:
- Ilustre Colegio Oficial de Geólogos (ed.) (1984) I Congreso español de geología : Segovia del 9 al 14 de abril de 1984 (5 volúmenes). Madrid: Ilustre Colegio Oficial de Geólogos. 3160 págs. ISBN 84-500-9834-3
- Nuhfer, E. B.; Proctor, R. J.; Moser, P. et al. (1997) Guía ciudadana de los riesgos geológicos. Madrid: Ilustre Colegio Oficial de Geólogos. 196 págs. [Edición española por Suárez, L. y Regueiro, M.] ISBN 84-920097-3-X
- Mirete Mayo, S. (ed.) (2003) Geología en imágenes. Madrid: Ilustre Colegio Oficial de Geólogos. 184 págs. ISBN 84-920097-7-2
- González García, José Luis (coord.) (2007) Implicaciones económicas y sociales de los riesgos naturales. Madrid: Ilustre Colegio Oficial de Geólogos. 129 págs. ISBN 978-84-690-9276-7
- Regueiro y González-Barros, Manuel (ed.) (2008) Guía metodológica para la elaboración de cartografías de riesgos naturales en España. Madrid: Ministerio de Vivienda e Ilustre Colegio Oficial de Geólogos. 187 págs. NIPO: 751-08-032-9
- González García, José Luis (coord.) (2009) La profesión de geólogo. Madrid: Ilustre Colegio Oficial de Geólogos. 368 págs. ISBN 978-84-920097-8-7
- González García, José Luis (ed.) (2009)  Mapas de riesgos naturales en la ordenación urbanística. Madrid: Ilustre Colegio Oficial de Geólogos. 101 págs. ISBN 978-84-692-2395-6
- Muñoz Moreno, Agustín (2009) Geología y vinos de España. Madrid: Ilustre Colegio Oficial de Geólogos. 544 págs. ISBN 978-84-920097-5-6

Software
Entre 1997 y 2002, antes de la generalización de Internet, publicó tres ediciones de CD con software geológico, denominados GEA-CD, GEA-CD v.2.0 y GEA-CD III (con ISBN 84-920097-1-3, 84-920097-4-8       y 84-920097-6-4 respectivamente).
Otros
Glosario geológico. Se mantiene un diccionario on-line de términos relacionados con las ciencias de la Tierra y técnicas asociadas.

## Historia
El embrión del Colegio de fraguó desde la Sociedad de Geólogos Españoles, creada a finales de 1967, la cual tenía ya en sus estatutos, aprobados por el Ministerio de la Gobernación en 1968, el objetivo de promover la creación de colegios profesionales de geólogos.
La aprobación de la ley de creación del Colegio sufrió numerosas vicisitudes desde el primer borrador de 1975, pues hubo fuerte oposición, por un lado de los ingenieros de minas, que no querían que el término «geólogos» apareciera en el nombre, prefiriendo el de «licenciados y doctores en Ciencias Geológicas», y por otro, ya en la etapa democrática, la consideración de los colegios profesionales como estructuras clasistas por parte de miembros de algunos partidos políticos. Finalmente, el 26 de diciembre de 1978 se creó el Ilustre Colegio Oficial de Geólogos por Ley 73/1978. Tras un periodo regido por una junta provisional, el 7 de julio de 1979 se eligió la primera junta de gobierno, presidida por Juan Antonio Martín-Vivaldi.
En 2003 se produjo la segregación del Ilustre Colegio Oficial de Geólogos de Andalucía.